# Grand Prix de Ouest-France 1987
Il Grand Prix de Ouest-France 1987, cinquantaduesima edizione della corsa, si svolse il 25 agosto 1987 su un percorso di 225 km, con partenza e arrivo a Plouay. Fu vinto dal francese Gilbert Duclos-Lassalle della Z-Peugeot davanti ai suoi connazionali Jean-Claude Bagot e Frédéric Brun.

## Ordine d'arrivo (Top 10)
| Pos. | Corridore               | Squadra                    | Tempo    |
| ---- | ----------------------- | -------------------------- | -------- |
| 1    | Gilbert Duclos-Lassalle | Z-Peugeot                  | 5h38'11" |
| 2    | Jean-Claude Bagot       | Fagor-MBK                  | s.t.     |
| 3    | Frédéric Brun           | Z-Peugeot                  | a 49"    |
| 4    | Kim Andersen            | Toshiba-Look-La Vie Claire | a 51"    |
| 5    | Joël Pelier             | Système U                  | s.t.     |
| 6    | Jean-Francois Rault     | R.M.O.                     | a 1'42"  |
| 7    | Johnny Weltz            | Fagor-MBK                  | a 2'47"  |
| 8    | Franck Boucanville      |                            | s.t.     |
| 9    | Richard Vivien          |                            | s.t.     |
| 10   | Sean Kelly              | KAS-Canal 10               | s.t.     |